# Sunyer I di Barcellona
Sunyer I, Sunyer anche in francese e in catalano, Suñer in spagnolo, in portoghese e 'in galiziano. Suniarius in latino (verso la fine del IX secolo – Lagrasse, 15 ottobre 954), fu conte di Barcellona, Gerona e conte di Osona dall'897 al 911 assiemea al fratello, Goffredo II Borrell e poi dal 911 al 947 da solo.

## Origine
Era il figlio maschio quartogenito del conte di Urgell, della Cerdagna, di Gerona, di Conflent, di Osona e di Barcellona Goffredo il Villoso e di Guinidilda († prima del 904), che, secondo la storica britannica Alison Weir era figlia di Baldovino I delle Fiandre, anche secondo la Crónica de San Juan de la Peña, al capitolo XXIII e l'Ex Gestis Comitum Barcinonensium e di Giuditta, la figlia del re dei Franchi occidentali, Carlo il Calvo. Mentre alcuni storici catalani sostengono che fosse d'origine catalana, forse figlia di Mirò I (quindi nipote di Goffredo il Villoso) conte di Rossiglione, oppure di Borrell, conte di Cerdagna, Urgell e Osona oppure ancora di Sunifredo. Quindi era fratello del conte di Barcellona Goffredo II Borrell, del conte di Cerdagna e Conflent Miró II e del conte di Urgell Sunifredo II.

## Biografia
Riguardo alla sua origine gli Ex Gestis Comitum Barcinonensium menziona Sunyer assieme ai fratelli, Rodolfo, Goffredo II Borrell I e Miró, confermando che erano i figli di Goffredo e Guinidilde e inoltre viene confermata da una sua donazione fatta il 23 novembre 934, assieme al figlio Borrell, in memoria di suo padre e di suo fratello, Goffredo II Borrell (patri meo Wifredi quondam, vel fratri meo Wifredi quondam).
Sempre secondo gli Ex Gestis Comitum Barcinonensium suo padre gli diede l'incarico di governare la contea di Urgell, con il titolo di conte.
Nell'897, alla morte di suo padre, Sunyer ereditò unitamente ai fratelli Goffredo Borrell (che guidava i fratelli), Miró e Sunifredo, le contee di Barcellona, Gerona, Osona, Cerdagna e Urgell.
In un secondo tempo si divisero le contee:
- a Goffredo Borrell e Sunyer andarono le contee di Barcellona, Gerona e Osona
- a Sunifredo la contea di Urgell
- a Miró le contee di Cerdagna e Conflent

La penisola iberica alla morte di Goffredo II Borrell. La marca di Spagna è vassallo del regno di Francia

In prime nozze sembra abbia sposato Aimilda (?-circa 920), di cui non si conoscono gli ascendenti.
Secondo la Marca Hispanica sive Limes Hispanicus Sunyer fu tra gli esecutori del testamento del fratello Goffredo Borrell assieme alla cognata Garsinda di Tolosa, rimanendo unico conte delle contee di Barcellona, Girona ed Osona.
Nel 912 il governatore saraceno di Lleida Muhammad al-Tawil organizzò una spedizione contro la contea di Barcellona e nella valle di Tàrrega sconfisse gli eserciti di Sunyer.
Nel 914 però Sunyer si prese la rivincita, attaccando i territori di Muhammad al-Tawil e in battaglia lo sconfisse e lo uccise, mentre secondo fonti arabe al-Tawil perse la vita in quell'anno, ma in un'altra spedizione contro Barcellona.
Nel 914, secondo la Colección diplomática del Condado de Besalú, tomus XV, Sunyer e il fratello Miró presenziarono alla dichiarazione di fedeltà degli abitanti della vallata alla badessa del monastero di Sant Joan de les Abadesses, vicino a Ripoll.
Assieme alla cognata Garsinda di Tolosa fece una donazione al monastero di Sant Joan de les Abadesses in memoria del fratello, Goffredo Borrel, come risulta da un documento del 916.
Alla morte tra il 913 e il 920 di suo zio Rodolfo, conte di Besalú, il quale staccando il paese di Besalú dalla contea di Gerona aveva creato una nuova contea, sorse un conflitto per il possesso della stessa con suo fratello maggiore Miró I. Quest'ultimo incorporò la contea di Besalù nella contea di Cerdagna rinunciando, in cambio, a ogni aspirazione sulla contea di Barcellona.
Verso il 920, rimasto vedovo, sposò la nipote della cognata Garsinda di Tolosa, Riquilda di Rouergue, figlia del conte di Roergue, Ermengol e della moglie Adele.
Assieme alla moglie Richilde fece una donazione in memoria dei genitori del fratello, Goffredo Borrel, e della sorella Richilde, come risulta da un documento del 25 marzo 925.
In politica interna continuò la politica di suo padre e poi di suo fratello, ripopolando la contea di Osona e dal 929, la contea di Penedès (un territorio oggi diviso in Alt Penedès, Baix Penedès e Garraf).
Rafforzò anche le istituzioni ecclesiastiche concedendo loro terre e tributi.
In politica estera oltre che combattere i Saraceni di Lleida combatté quelli di Tarragona, pur mantenendo relazioni diplomatiche con l'emirato e poi califfato di al-Andalus di Cordova, mentre per quel che concerne le relazioni con il re dei Franchi occidentali, riconobbe i carolingi, Carlo il Semplice e Luigi IV d'Oltremare, ma non riconobbe Roberto I e Roberto I.
Sunyer nel 936 dovette fronteggiare una spedizione di al-Andalus, sul litorale a nord di Barcellona, lungo il litorale catalano, che dal Maresme raggiunse all'Alt Empordà; ma tra la fine del 936 e il 937, organizzò una contrattacco contro i Musulmani lungo il litorale catalano, spingendosi verso sud, con esito positivo (si dice che causasse un notevole numero di morti tra i nemici tra cui il cadí di Valencia); ottenne che i musulmani abbandonassero temporaneamente Tarragona, che divenne terra di nessuno, e impose il pagamento di un tributo alla città di Tortosa. Alla fine fu fermato da Ahmad bin Muhammad bin Ilya, che poi pose l'assedio a Saragozza, capitale dei Banu Qasi, che non obbedivano al califfo di al-Andalus Abd al-Rahman III.
Nel 940 Sunyer raggiunse un accordo e fece la pace con il califfo, Abd al-Rahman III.
Sunyer nel 939 fece una donazione assieme al figlio Ermengol, ma quattro anni dopo ne fece un'altra in memoria dello stesso figlio.
Secondo la Marca Hispanica sive Limes Hispanicus, Sunyer, assieme alla moglie, Richilde, il 16 maggio 944, fece due diverse donazioni, in memoria del padre, Goffredo, della madre, Guinidilda, del fratello, Goffredo Borrel, e del figlio, Emengol: la prima alla chiesa di Gerona, la seconda alla chiesa di Barcellona.
Nel 945 Sunyer fece altre due donazioni, una, secondo l',Histoire Générale de Languedoc al monastero di Saint-Pierre de Rosas, la seconda invece assieme alla moglie, al monastero di Santa Cecilia di Monserrat.
Nel 947, dopo avere trasmesso il governo dei suoi domini ai suoi figli: Mirò e Borrell, si ritirò a vita monastica nel monastero di Santa Maria, a Lagrasse, nel Conflent (oggi Linguadoca-Rossiglione), dove secondo l'Histoire Générale de Languedoc, per ottenere la vita eterna, fece un'ultima donazione, nel 953, al monastero stesso.
Nel 948, alla morte di suo fratello Sunifredo II senza eredi maschi, ereditò la contea di Urgell, che passò ai succitati figli Mirò I e Borrell II.
Sunyer, secondo l'Ex Gestis Comitum Barcinonensium morì, nel 950, nel monastero di Lagrasse e fu inumato nel monastero di Ripoll, mentre, secondo lo storico catalano Pròsper de Bofarull i Mascaró, l'anno della morte fu il 954. Secondo il cartolario di Vic, Sunyer morì il 15 ottobre.

## Discendenza
Sunyer e Richilda ebbero cinque figli:
- Ermengol I d'Osona[4] (secondo o terzo decennio del X secolo-prima del 6 settembre 943, infatti il 6 settembre del 943 suo padre fece una donazione per la sua anima[13]), conte di Osona. Nel 939 aveva fatto una donazione assieme al padre[13] e quattro anni dopo ne fece un'altra in memoria dello stesso figlio[13]. Secondo España Sagrada, Tome XXVIII i necrologi di Vic e Gerona riportano che Ermengol fu ucciso a settembre[13]. Secondo la Marca Hispanica sive Limes Hispanicus, suo padre, Sunyer, e sua madre, Richilde, il 16 maggio 944, fecero due diverse donazioni, in sua memoria: la prima alla chiesa di Gerona[16], la seconda alla chiesa di Barcellona[17].
- Mirò[4] (secondo o terzo decennio del X secolo-31 ottobre 966), conte di Barcellona
- Borrell[4](secondo o terzo decennio del X secolo-30 settembre 993), conte di Barcellona
- Adelaide (secondo o terzo decennio del X secolo-dopo il marzo 988), un documento dell'11 marzo 988, conferma che Adelaide è ancora badessa del monastero di Sant Joan de les Abadesses, che, secondo lo storico catalano Pròsper de Bofarull i Mascaró, sposò suo zio Sunifredo II di Urgell (questa convinzione è dedotta da una donazione del 907, di una contessa Adelaide (Adalaiz), che si dichiara figlia del conte Sunyer (Suniario) e della contessa Richilde (Richildis), la donazione MMXLII della Coleccion diplomatica del Contado de Besalù, Tomo XV-IV,[20]) ed in seguito, dopo il 948, fu badessa del Monastero di Sant Joan de les Abadesses, vicino a Ripoll[13].
- Goffredo (secondo o terzo decennio del X secolo- dopo aprile 986 (il 9 aprile del 986 Goffredo compare come garante in un documento, per la difesa di Cardona[13]).

## Ascendenza
|                           |                |                      | Genitori                 |  |  | Nonni |  |  | Bisnonni         |  |  | Trisnonni |  |
|                           |                |                      |                          |  |  |       |  |  | Borrell di Osona |  |  | …         |  |
|                           |                |                      |                          |  |  |       |  |  | Borrell di Osona |  |  | …         |  |
|                           |                | …                    |                          |  |  |       |  |  | Borrell di Osona |  |  |           |  |
| Sunifredo I di Barcellona |                |                      |                          |  |  |       |  |  | Borrell di Osona |  |  |           |  |
|                           |                | …                    | …                        |  |  |       |  |  |                  |  |  |           |  |
|                           |                | …                    | …                        |  |  |       |  |  |                  |  |  |           |  |
|                           |                | …                    | …                        |  |  |       |  |  |                  |  |  |           |  |
| Goffredo il Villoso       |                | …                    |                          |  |  |       |  |  |                  |  |  |           |  |
|                           |                | Odacre               | Enguerrand delle Fiandre |  |  |       |  |  |                  |  |  |           |  |
|                           |                | Odacre               | Enguerrand delle Fiandre |  |  |       |  |  |                  |  |  |           |  |
|                           |                | Odacre               | …                        |  |  |       |  |  |                  |  |  |           |  |
| Ermessinda                |                | Odacre               |                          |  |  |       |  |  |                  |  |  |           |  |
|                           |                | …                    | …                        |  |  |       |  |  |                  |  |  |           |  |
|                           |                | …                    | …                        |  |  |       |  |  |                  |  |  |           |  |
|                           |                | …                    | …                        |  |  |       |  |  |                  |  |  |           |  |
| Sunyer I di Barcellona    |                | …                    |                          |  |  |       |  |  |                  |  |  |           |  |
|                           | Carlo il Calvo | Ludovico il Pio      |                          |  |  |       |  |  |                  |  |  |           |  |
|                           | Carlo il Calvo | Ludovico il Pio      |                          |  |  |       |  |  |                  |  |  |           |  |
|                           | Carlo il Calvo | Giuditta di Baviera  |                          |  |  |       |  |  |                  |  |  |           |  |
| Baldovino I di Fiandra    | Carlo il Calvo |                      |                          |  |  |       |  |  |                  |  |  |           |  |
|                           |                | Ermentrude d'Orléans | Oddone d'Orléans         |  |  |       |  |  |                  |  |  |           |  |
|                           |                | Ermentrude d'Orléans | Oddone d'Orléans         |  |  |       |  |  |                  |  |  |           |  |
|                           |                | Ermentrude d'Orléans | Engeltrude di Fézensac   |  |  |       |  |  |                  |  |  |           |  |
| Guinidilda d'Empúries     |                | Ermentrude d'Orléans |                          |  |  |       |  |  |                  |  |  |           |  |
|                           |                | …                    | …                        |  |  |       |  |  |                  |  |  |           |  |
|                           |                | …                    | …                        |  |  |       |  |  |                  |  |  |           |  |
|                           |                | …                    | …                        |  |  |       |  |  |                  |  |  |           |  |
| Giuditta                  |                | …                    |                          |  |  |       |  |  |                  |  |  |           |  |
|                           |                | …                    | …                        |  |  |       |  |  |                  |  |  |           |  |
|                           |                | …                    | …                        |  |  |       |  |  |                  |  |  |           |  |
|                           |                | …                    | …                        |  |  |       |  |  |                  |  |  |           |  |
|                           |                | …                    |                          |  |  |       |  |  |                  |  |  |           |  |

### Fonti primarie
- (LA)  Rerum Gallicarum et Francicarum Scriptores, Tomus IX.
- (LA)  Histoire Générale de Languedoc, Tome V, Preuves.
- (LA)  España Sagrada, Tome XLIII.
- (LA)  España Sagrada, Tome XXVIII.

### Letteratura storiografica
- Rafael Altamira, Il califfato occidentale, in «Storia del mondo medievale», vol. II, 1999, pp. 477–515.
- René Poupardin, I regni carolingi (840-918), in «Storia del mondo medievale», vol. II, 1999, pp. 583–635.
- Louis Alphen, Francia: gli ultimi Carolingi e l'ascesa di Ugo Capeto (888-987), in <<Storia del mondo medievale>>, vol. II, 1999, pp. 636–661
- (LA)  Colección diplomática del Condado de Besalú, tomus XV.
- (EN) The Development of Southern French and Catalan Society, 718-1050, su libro.uca.edu.
- (CA)  Crónica de San Juan de la Peña.
- (LA)  Marca Hispanica sive Limes Hispanicus, 1688.